# Brevet pour l'exercice de la profession d'enseignant de la conduite automobile et de la sécurité routière
Le BEPECASER, acronyme de Brevet pour l'Exercice de la Profession d'Enseignant de la Conduite Automobile, est un diplôme d'État français de niveau IV, nécessaire pour pouvoir exercer la profession d'enseignant de la conduite automobile en France. L'obtention du BEPECASER est la condition sine qua non pour pouvoir enseigner ; une autorisation d'enseigner délivrée par le préfet est obligatoire pour exercer. Le BEPECASER, diplôme nécessaire à l'enseignement de la conduite des véhicules légers (permis B) est considéré comme le « tronc commun ». Il est complété par deux mentions spécifiques : la mention deux-roues et la mention groupe lourd.
Depuis 2016, le BEPECASER est remplacé par le titre professionnel « Enseignant de la conduite et de la sécurité routière » (TPECSR) de niveau III (bac + 2).

## Description
Exercer la profession d'enseignant de la conduite automobile est autorisé au détenteur du diplôme d'État homologué au niveau IV appelé BEPECASER (brevet pour l'exercice de la profession d'enseignant de la conduite automobile et de la sécurité routière).
C'est le ministère chargé des Transports qui a pour mission la gestion du diplôme relatif aux conditions d'exercice de la profession d'enseignant de la conduite automobile et de la sécurité routière.
En plus du BEPECASER, appelé « tronc commun », deux mentions spécifiques permettant l'enseignement de la conduite des véhicules à deux-roues (la « mention deux-roues ») et l'enseignement de la conduite des véhicules de transport de marchandises et de transport en commun de personnes (la « mention groupe lourd ») sont optionnelles.
L'apprentissage de la formation et le passage de l'examen peuvent s'effectuer dans les centres de formation spécialisés, en tant que candidat libre, ou en contrat professionnel (lié à une auto-école et un centre de formation ou en candidat libre).
Tous les ans, les épreuves de l'admissibilité se déroulent au mois de novembre, les épreuves de l'admission se déroulent de mi-mai à mi-juin, les épreuves de la mention deux-roues et de la mention groupe lourd se déroulent au mois d'octobre.
Le titulaire du BEPECASER doit, pour pouvoir enseigner, obtenir une autorisation auprès du préfet.
L'enseignant de la conduite automobile possède un rôle social essentiel. Il est chargé de former les futurs conducteurs à des comportements responsables et citoyens de sécurité. Il a pour tâche de faire acquérir la totalité des connaissances et savoir-faire nécessaires à la conduite, mais également de développer des attitudes positives vis-à-vis de la sécurité routière. L'apprentissage de la conduite n'a pas qu'un aspect technique, il permet aussi le développement du civisme en apprenant à partager la route avec tous les usagers. 
La relation pédagogique entre l'élève et l'enseignant de la conduite impose l'acquisition de compétences techniques spécialisées comme la manipulation du véhicule ou l'apprentissage de l'analyse des situations, mais également le développement de qualités humaines comme l'écoute, l'ouverture d'esprit, le sens relationnel ou l'adaptation aux diverses situations.
La formation du tronc commun a un coût approximatif de 6 000 € à 7 000 €. La mention deux-roues a un coût approximatif moyen de 2 000 à 2 500 €. Il peut être financé à titre personnel ou par le biais d'organismes tels que le FONGECIF ou OPCA via un CIF, ou le conseil régional via une PRF.
Le BEPECASER est abrogé en 2017.

## Historique
L'arrêté du 23 août 1971 créé le BAFM et exige sa détention pour pouvoir former un enseignant de la conduite automobile des véhicules terrestres à moteur.
Le BEPECASER a subi deux réformes importantes, la première en octobre 1991,, puis en avril 2009, après publication par arrêté, le 8 décembre 2009,.
En 2009, le mémoire a été supprimé, l'épreuve de pédagogie en salle a été allongée à 55 minutes (dont 45 passées en face à face pédagogique avec les élèves, suivi d'un entretien de 5 minutes avec les examinateurs) et les contenus pédagogiques ont été restructurés (allègement du côté mécanique, structuration sur 23 fiches au lieu de 89, suppression de la mallette pédagogique) et l'épreuve de pédagogie sur véhicule a été portée à 65 minutes (dont 55 passées en face à face avec l'élève).

## Dates

### Candidature
- Épreuve de contrôle de niveau : début septembre chaque année
- Épreuve d’admissibilité et d'admission : début octobre chaque année
- Épreuve de la mention deux-roues et de la mention groupe lourd : fin août chaque année

### Examen
- Épreuve de contrôle de niveau : mi-octobre chaque année
- Épreuve écrite d’admissibilité : mi-novembre chaque année
- Épreuve orale d’admissibilité : les jours suivants l'épreuve écrite d’admissibilité
- Épreuve de contrôle des connaissances : mi-mai
- Épreuve de pédagogie en salle, conduite commentée, pédagogie sur véhicule : mi-juin
- Épreuve de rattrapage : début septembre chaque année
- Épreuve de la mention deux-roues et de la mention groupe lourd : début octobre chaque année
- Épreuve de la rattrapage de la mention groupe lourd : début janvier chaque année

## Tronc commun
Le diplôme du BEPECASER est divisé en deux parties : l'admissibilité et l'admission. L'organisation des épreuves (via la DDT) ou la préparation et le choix des sujets d'examen sont décidés par le ministère des Transports.
Les conditions d'accès et de candidature au tronc commun du BEPECASER sont:
- La détention du diplôme national du brevet, ou un certificat ou diplôme équivalent ou supérieur[11],[12] ;
- La détention du permis de conduire de la catégorie B.

Bien que ce soient les seules conditions d'accès à la formation du BEPECASER, avant de se lancer dans la formation, il est préférable de vérifier les capacités d'admission à l'autorisation d'enseigner du candidat, puisque le BEPECASER lui est subordonné pour pouvoir enseigner.
La plupart des centres de formation proposant la formation au BEPECASER font passer des tests de sélection aux candidats dans le but d'écarter d'éventuelles personnes incompatibles avec le niveau ou les exigences de la profession (ces tests ne sont pas imposés par le programme de formation du BEPECASER, et restent à l'initiative des centres de formation ; peuvent y être vérifiés : le niveau de conduite, le niveau de français et la personnalité/ouverture d'esprit…).

### Admissibilité
Le but de l'admissibilité au BEPECASER est de détecter les candidats aptes à suivre la formation d'enseignant de la conduite et de la sécurité routière, notamment leur capacité d'analyse, de synthèse, d'ouverture d'esprit et leur qualité de communication et d'argumentation.
L'admissibilité est nécessaire pour pouvoir passer les épreuves de l'admission. Elles ne comportent pas de programme spécifique.
Elle est composée de deux examens : une épreuve écrite et une épreuve orale, notées chacune de 0 à 20 au coefficient 1 dont la session est organisée, chaque année, au mois de novembre. Les candidats admissibles doivent totaliser au minimum 20 sur 40 au cumul des deux résultats.
Une fois réussie, l'admissibilité est valable pour deux présentations consécutives aux sessions d'examen de l'admission du BEPECASER.

#### Étude d'un dossier
L'épreuve écrite consiste en une synthèse de documents sur une durée de trois heures.
Les sujets abordés peuvent être divers, la sécurité routière, la société, un élément dans l'air du temps, ou un sujet de culture générale.
La synthèse BEPECASER est plutôt simplifiée. L'introduction doit désigner le dossier, en rappeler sa problématique, en faire un résumé couvrant la totalité des documents, annoncer le plan puis proposer l'axe de discussion, choisi par le candidat, à développer en conclusion. Le développement comporte généralement trois parties (exemples de plan : thèse/antithèse/synthèse, constat/causes/conséquences, constat/enjeux/solutions, aspect sociologique/aspect économique/aspect culturel…) relatant la totalité du dossier. La conclusion, dernière partie, est une petite dissertation (contre-arguments, arguments, prise de position) sur un sujet évoqué dans le dossier mais non traité par l'auteur.
La synthèse peut être corrigée par un employé de la DDT réalisant régulièrement des notes de synthèses internes, par un enseignant de la conduite automobile, par un enseignant de l'éducation nationale

#### Entretien avec un jury
L'épreuve orale porte sur un texte tiré au sort sur un total de 30 (deux textes sont tirés au sort, le candidat en choisi un), qui comme pour l'étude d'un dossier, peut aborder les thèmes de la sécurité routière, la société, un élément dans l'air du temps, ou un sujet de culture générale.
Cette épreuve, qui se déroule sur 20 minutes d'entretien, à la suite d'une préparation de 20 minutes, est divisée en deux parties. La première est une explication de texte, courte et la seconde est un développement d'argumentation sur un sujet évoqué dans le texte mais non traité par l'auteur (et choisi par le candidat).
Le jury est composé d'un enseignant de la conduite automobile et d'un enseignant de l'éducation nationale.

### Admission
L'admission a pour but de former le candidat au métier d'enseignant de la conduite. Il va apprendre :
- les méthodes pédagogiques et les techniques de conduite nécessaires à l'enseignement en véhicule et en salle ;
- l'évaluation de ses élèves ;
- la construction d'un cours ;
- l'établissement d'un bilan de compétence de ses élèves pour y adapter sa formation, apprendre ou connaître le code de la route et de la circulation ;
- la maîtrise et la transmission du programme national de formation à la conduite.

Les épreuves de l'admission se déroulent de mi-mai à mi-juin tous les ans, en débutant par le contrôle des connaissances, puis la pédagogie en salle, puis la pédagogie sur véhicule et la conduite commentée.
À l'issue des résultats de l'examen, si le total de points obtenu est de :
- 90 à 180 points, sans une note inférieure à sept : Le candidat est admis ;
- 0 à 72 : Le candidat est ajourné ;
- 72 à 108, avec une note inférieure à sept : Le candidat est ajourné ;
- 72 à 90 points, sans une note inférieure à sept : Le candidat est admis en rattrapage ;
- 108 à 180 points, avec une note inférieure à sept : Le candidat est admis en rattrapage.

Sans l'application des coefficients de chaque épreuve :
- Admission : note finale supérieure à 10 sur 20, sans note inférieure à sept ;
- Ajournement : note finale inférieure à 7 sur 20 ;
- Ajournement : note finale comprise entre huit et 10 sur 20, avec une note inférieure à sept ;
- Admission au rattrapage : note finale comprise entre huit et 10 sur 20, sans note inférieure à sept ;
- Admission au rattrapage : note finale supérieure à 12 sur 20 avec une note inférieure à sept.

Un candidat redoublant ou passant une nouvelle fois les épreuves ne bénéficie pas des notes obtenues l'année précédente. Toutes les épreuves doivent être réussies la même année (lors de la session principale et de rattrapage).
L'enseignement de la conduite et de la sécurité routière, aussi bien en salle qu'en véhicule, repose sur le principe de la pédagogie par objectifs. Il convient de définir un objectif le plus précis possible et de l'opérationnaliser en fin de séance (si c'est possible).
Cliquer sur « Dérouler/Enrouler » pour afficher ou masquer le contenu
Après le déroulement des épreuves, un jury se réunit, délibère et confirme les résultats des candidats. Certains candidats peuvent être « sauvés », leurs notes approchant le rattrapage pouvant être ajustées et y permettre un accès ou un candidat approchant la note d'admission peut être aidé. Les notations définitives sont prises en concertation avec une vue d'ensemble des prestations de chaque candidat.
Le jury est composé de neuf membres titulaires et neuf membres suppléants nommés pour trois ans par arrêté du préfet chargé de l’organisation de l’examen :
- le préfet, président, ou son représentant, et son suppléant ;
- un représentant de l’administration chargée de l’éducation routière et son suppléant ;
- un représentant de la gendarmerie ou de la police et son suppléant ; il doit être un chargé de mission de sécurité routière ou un intervenant départemental de la sécurité routière ou un représentant des forces de l’ordre impliqué dans le domaine de la sécurité routière ;
- un représentant de l’Éducation nationale et son suppléant ;
- un représentant d’une association intéressée, au niveau local ou national, aux problèmes de la sécurité routière et son suppléant ;
- quatre enseignants de la conduite et leurs suppléants (dont deux enseignants salariés, il est également souhaitable d'avoir deux titulaires du BAFM), titulaires de l’autorisation d’enseigner, choisis de préférence sur une liste de membres proposés par les organisations syndicales représentatives.

Les coordinateurs pédagogiques ou leurs suppléants (nommés par arrêté) siègent de droit au jury. Ils ont pour rôle de superviser les épreuves et coordonner les correcteurs et examinateurs au niveau pédagogique.
Le préfet nomme les enseignants de la conduite automobile (titulaires du BEPECASER ou BAFM de préférence) correcteurs ou examinateurs, après consultation des organisations syndicales et après l'avis du coordinateur pédagogique.

#### Contrôle des connaissances
Le contrôle des connaissances est un QCM d'une durée de 1 h 15. Il comporte 40 questions. Le résultat sur 40 donne la note, au coefficient un. Le but du QCM est de vérifier les connaissances du candidat en matière de code de la route et sur des sujets en rapport avec l'exercice de la profession, contrôler sa capacité à utiliser le code de la route et y trouver des informations ou règles du code de la route.
La notation s'effectue à hauteur du retrait d'un point pour chaque réponse fausse ou incomplète.
Les questions portent sur :
- Le code de la route (sanctions, réglementation, signalisation, enseignement de la conduite) ;
- Le GFA ;
- Le REMC - Référentiel pour l'Education à une Mobilité Citoyenne (remplace le PNF depuis le 1er juillet 2014)
- La pédagogie et ses méthodes ;
- La mécanique concernant les véhicules de tourisme ;
- Les grandes statistiques et la politique de la sécurité routière ;
- L'assurance et les garanties ;
- Les conventions collectives relatives à la profession d'enseignant de la conduite ;
- La réglementation relative aux auto-écoles.

Les documents autorisés durant l'épreuve sont :
- Tome I, II, III, IV du code de la route (édition du Journal officiel)[18] ;
- Réglementation de la circulation routière - LAMER  (ISBN 978-2-908432-73-2) (édition La Baule)[19] ;
- Code de la route, tome I, partie législative - M. Lamothe & G. Meunier (édition La Baule) ;
- Le code pénal avec l'intégralité du tome I du code de la route  (ISBN 9782247087686) (édition Dalloz)[20] ;
- Code de la route : réglementation, infractions - sanctions / enseignement de la conduite  (ISBN 978-2844830586 et 2-84483-062-5) (édition Éditions Référence)[21].

#### Pédagogie en salle
L'épreuve de pédagogie en salle consiste à animer un cours de code de la route sur une durée de 45 minutes.
La pédagogie en salle fait partie intégrante du métier d'enseignant de la conduite automobile, même si son application en auto-école est très différente de l'examen BEPECASER. Cette épreuve prépare les futurs enseignants à être capables d'animer en auto-école un cours de code, une correction de DVD, un séance de prévention à la sécurité routière ou un rendez-vous pédagogique de l'apprentissage anticipé de la conduite ou de la conduite supervisée…
L'épreuve est d'une durée de 55 minutes. Le cours s'étend sur une durée de 45 minutes. Les 10 minutes restantes sont allouées à l'explication sur la démarche pédagogique, avec le jury, dont cinq premières minutes de préparation où le candidat est seul. L'épreuve est notée sur 20 points au coefficient trois.
Le candidat doit donner un cours à des élèves (trois à quatre élèves) sur un thème tiré au sort (deux thèmes sont tirés au sort, le candidat en choisit un), devant un jury qui évalue ses connaissances et ses qualités pédagogiques. Les élèves peuvent indifféremment être en formation en auto-école ou non, posséder quelconque permis ou non.
Les contenus pouvant être abordés dans l'examen de la pédagogie en salle sont regroupés sur 23 thèmes portant sur le code de la route, la signalisation, la réglementation, la sécurité routière, mais aussi le comportement du conducteur, la prévention des risques ou l'environnement.
Cliquer sur « Dérouler/Enrouler » pour afficher ou masquer le contenu
La pédagogie en salle de la sécurité routière repose sur le principe de la pédagogie par objectifs. Il convient de définir un objectif le plus précis possible et de l'opérationnaliser en fin de séance (si c'est possible).
Le cours doit comporter l'évaluation générale, c'est la prise de contact et découverte des élèves (d'une durée approximative de cinq minutes) ; puis l'évaluation spécifique, c'est la recherche de l'objectif à travailler, le bilan de l'évaluation avec détermination de l'objectif et plan du cours (d'une durée approximative de 10 à 15 minutes). Par la suite, le cours doit être lancé, comprenant si possible, un exercice « activant » en groupe, sur documents pédagogiques (d'une durée approximative de 20 à 25 minutes). En dernier lieu, vient le bilan avec en première partie, la mise en place d'un contrôle portant sur la totalité du cours (d'une durée approximative 5 minutes), puis sur le temps restant (à peu près 5 minutes), un renforcement des acquis avec des liens sur la sécurité routière. Le candidat doit également annoncer le prochain cours et gérer les documents pédagogiques.
Le développement de cours doit comporter une structure de type EJI (sigle mnémotechnique) :
- E → Expliquer : énoncer la règle ou le savoir ;
- J → Justifier : dire le pourquoi de la règle ;
- I → Illustrer : donner des exemples.

L'explication sur la démarche pédagogique permet au candidat de justifier ses choix concernant ses méthodes pédagogiques mises en place, les choix de l'objectif et des contenus abordés, sortir les points forts et points faibles de sa prestation et de proposer des solutions pour l'améliorer.
Les examinateurs sont un enseignant de la conduite automobile et d'un enseignant de l'éducation nationale.
Les cinq critères d'évaluation sont :
1. Relation avec l'auditoire (noté sur trois points)
2. Détermination de l’objectif (noté sur trois points)
  - Évaluation générale
  - Évaluation spécifique
  - Détermination de l’objectif
3. Développement du cours (noté sur deux fois quatre points)
  - Maîtrise des contenus (noté sur quatre points)
  - Attitude et méthodes pédagogiques (noté sur quatre points)
4. Bilan (noté sur trois points)
5. Explication sur la démarche pédagogique (noté sur trois points)

Les documents autorisés durant l'épreuve sont :
- Tous les documents autorisés pour le contrôle des connaissances ;
- Le PNF[23],[24] ;
- Le GFA[25],[24] ;
- Le livret d'apprentissage[26],[24] ;
- Le bilan statistique annuel de la sécurité routière en France[27],[24] ;
- Le code de la conduite[28],[24].

#### Conduite commentée
L'épreuve de la conduite commentée est un parcours sur une durée de 25 minutes, durant lequel le candidat conduit sans aucune intervention de la part des examinateurs. Il doit simultanément conduire et commenter sa conduite. La notation s'effectue sur 20 points au coefficient un.
La conduite commentée a pour but de montrer la qualité de conduite personnelle du candidat et de vérifier sa capacité de détection des informations importantes à la situation de conduite, sa qualité d'analyse des éléments relevés, puis à la fois la qualité d'expression de l'action que cela va engager au niveau de sa conduite, ou la prise en compte et l'adaptation de sa conduite à ce qu'imposera la situation analysée. Ce commentaire va permettre au examinateur d'évaluer la manière dont le candidat analyse la route et la circulation et ce sur quoi il va attirer l'attention de ses futurs élèves.
Le candidat n'a pas de contrainte de trajet précis, il est à son initiative. Il doit par ailleurs choisir un parcours diversifié (agglomération, hors agglomération, voie rapide). Les examinateurs peuvent intervenir sur les directions et dérouter le candidat s'ils estiment le parcours « bachoté » ou s'il s'éloigne trop du lieu d'examen. Il n'y a officiellement pas de contrainte de lieu pour le retour. Le commentaire doit être abondant et diversifié sur les cibles (homme, véhicule, environnement) et sur les lieux de prises d'information (avant, arrière, côté). Il convient de relever d'abord les « indices informels », puis en second les « indices formels ».
Le jury est composé de deux enseignants de la conduite automobile ou d'un enseignant de la conduite automobile 
plus un inspecteur du permis de conduire.
Les critères d'évaluation de la prestation sont :
- La conduite personnelle ;
- La prise d'informations ;
- L'analyse de la situation ;
- La décision et l'action.

#### Pédagogie sur véhicule
L'épreuve de pédagogie sur véhicule a pour but de connaître les capacités du candidat à pouvoir enseigner la conduite automobile. L'enseignement en voiture représente la majeure partie de l'activité d'un enseignant de la conduite.
L'épreuve dure de 65 minutes. Le cours en véhicule s'étend sur une durée de 55 minutes. Les 10 minutes restantes sont allouées à l'explication sur la démarche pédagogique, avec le jury, dont cinq premières minutes de préparation où le candidat est seul. L'épreuve est notée sur 20 points au coefficient trois.
Le candidat va prodiguer un cours à un élève en suivant le programme national de formation. L'élève doit avoir commencé la formation pratique du permis de conduire en circulation depuis un minimum de 3 heures.
Le candidat conserve l’entière initiative de l’organisation du cours et des lieux de travail, mais a une contrainte de lieu pour le retour (retour sur le lieu de départ de l'examen).
La pédagogie sur véhicule de la sécurité routière repose sur le principe de la pédagogie par objectifs. Il convient de définir un objectif le plus précis possible et de l'opérationnaliser en fin de séance (si c'est possible).
Le cours doit comporter l'évaluation statique (à l'arrêt) où s'effectue la découverte et la prise de contact avec l'élève, ainsi que la consultation des documents pédagogiques, aidé par un questionnement d'élève, pour juger du niveau de conduite et de l'objectif à travailler (d'une durée approximative de cinq minutes); puis l'évaluation dynamique (conduite) qui va permettre de confirmer ou infirmer les informations précédemment recueillies, le candidat doit déceler d'éventuelles lacunes (ou aborder un travail inédit si nécessaire) et décider d'un objectif pour la séance (d'une durée approximative de 10 à 15 minutes). Par la suite, le cours doit être lancé, comportant tout d'abord la transmission des savoirs, puis la pratique avec si possible plusieurs exercices entrecoupés par un arrêt pédagogique (d'une durée approximative de 20 à 25 minutes). La fin du cours doit comporter le bilan avec en première partie, la mise en place d'un contrôle (si le déroulement du cours et la progression de l'élève le permet) portant sur la totalité du cours (d'une durée approximative de 5 minutes), puis sur le temps restant (à peu près 5 minutes), un renforcement des acquis avec des liens sur la sécurité routière. Le candidat doit également annoncer le prochain cours et gérer les documents pédagogiques.
Le développement de cours doit comporter une structure de type EDGAR C (sigle mnémotechnique) :
- E → Expliquer : énoncer la règle ou le savoir ;
- D → Démontrer : faire une démonstration (facultatif) ;
- G→ Guider: guider l'élève par la voix travailler avec l'élève (exercice pratique)
- À → Autonomie : faire travailler l'élève seul, cela se fait progressivement après un guidage dégressif (exercice pratique) ;
- R → faire Répéter les exercices ;
- C → Correction (facultatif).

L'explication sur la démarche pédagogique permet au candidat de justifier ses choix concernant ses méthodes pédagogiques mises en place, les choix de l'objectif et des contenus abordés, sortir les points forts et points faibles de sa prestation et de proposer des solutions pour l'améliorer.
Les documents autorisés durant l'épreuve sont :
- Le GFA[25],[24] ;
- Le livret d'apprentissage de l'élève[26],[24] ;
- La fiche de suivi de l'élève[29].

Le cours se déroule sur un véhicule équipé de doubles commandes.
Les examinateurs sont un enseignant de la conduite automobile et un inspecteur du permis de conduire.
Les cinq critères d'évaluation sont :
1. Relation avec l'élève (noté sur trois points)
2. Détermination de l’objectif (noté sur trois points)
  - Évaluation statique
  - Évaluation dynamique
  - Détermination et choix du ou des objectifs
3. Développement du cours (noté sur deux fois quatre points)
  - Attitude et méthodes pédagogiques (noté sur quatre points)
  - Maîtrise des contenus (noté sur quatre points)
4. Bilan (noté sur trois points)
5. Explication sur la démarche pédagogique (noté sur trois points)

#### Rattrapage
Le rattrapage permet aux candidats ayant obtenu un résultat final compris entre huit et 10 sur 20 sans note éliminatoire, ou supérieur à 12 sur 20 avec une note éliminatoire, d'avoir une seconde chance. La note éliminatoire est une note inférieure à sept sur 20 dans une des épreuves.
Le rattrapage se tient chaque année, début septembre. Le candidat repasse obligatoirement toutes les épreuves pour lesquelles il a obtenu une note inférieure à dix. Ces épreuves se déroulent dans les mêmes conditions que la session normale.
La nouvelle note obtenue remplace celle de la session normale, sauf si la note de rattrapage est inférieure à sept, la meilleure note est conservée.
À l'issue du rattrapage, un nouveau total de points est effectué et le candidat peut ainsi être admis.

## Mention deux-roues
L'accès à la mention deux-roues n'est possible que pour les titulaires du tronc commun. Elle ne porte que sur des points spécifiques aux deux-roues (maniabilité, contrôle des connaissances et pédagogie sur véhicule); les qualités et la maîtrise des méthodes pédagogiques et la capacité à être enseignant sont validées par l'obtention du tronc commun.

## Formateur au permis E(B)
Il n'existe pas de diplôme ou mention, ni de programme, ni de formation pour devenir formateur au permis E(B).
Il suffit de détenir le BEPECASER, l'autorisation d'enseigner et d'avoir le permis E(B) pour être autorisé à proposer à titre onéreux une formation au permis E(B).

## Autorisation d'enseigner
L'autorisation d'enseigner la conduite des véhicules à moteur est délivrée pour une durée de cinq ans par le préfet du lieu de résidence du demandeur ou celui où il envisage d'exercer la profession.
Cette autorisation est délivrée aux personnes :
- Titulaires du BEPECASER, du TPECSR, du BAFM, du CAPEC, du CAPP[32] ;
- Âgées d'au moins vingt ans ;
- Titulaires depuis deux ans au moins du permis de conduire de la catégorie B en cours de validité ;
- Titulaires d'un permis de conduire dont le délai probatoire est terminé ;
- Titulaires d'un certificat médical en cours de validité attestant qu'ils remplissent les conditions d'aptitude physique requises pour l'obtention du permis de conduire groupe lourd (catégories C, E (C), D, E (D)[33]).

L'autorisation d'enseigner ne peut être délivrée aux personnes condamnées pour infraction inscrite à l'article R. 212-4.
L'autorisation d'enseigner peut être réduite à l'enseignement théorique si le demandeur de l'autorisation est reconnu inapte à l'enseignement pratique de la conduite ou à la conduite.
Si le titulaire du BEPECASER ayant préalablement obtenu l'autorisation ne remplit plus les conditions énoncées à l'article R. 212-2 et R. 212-4, le préfet doit retirer l'autorisation d'enseigner.
En outre et plus précisément, le préfet est dans l'obligation de retirer l'autorisation d'enseigner dans tous les cas :
- Si le permis de conduire de l'enseignant est suspendu, invalidé ou annulé ;
- S'il est reconnu inapte aux critères de la visite médicale « groupe lourd » périodique ou ne s'y soumet pas dans le délai imparti ;
- S'il a fait l'objet d'une des condamnations mentionnées aux articles L. 29-1 et R. 243-2 du code de la route[34] ;
- S'il ne demande pas le renouvellement de son autorisation d'enseigner.

L'enseignant de la conduite automobile pourra récupérer l'autorisation d'enseigner seulement à partir du moment où il remplit de nouveau toutes les conditions requises.
En cas d'urgence justifiée, si l'enseignant est coupable d'une infraction évoquée dans l'article R. 212-2 du code de la route, le préfet peut suspendre l'autorisation d'enseigner pour une durée de six mois maximum.
Si l'autorité judiciaire se prononce pendant la suspension de six mois établie par le préfet, la suspension de l'autorisation d'enseigner cesse dans tous les cas.

### Base réglementaire
| Domaine                                | Acte                                    | Libellé |
| -------------------------------------- | --------------------------------------- | --- |
| Code de la route                       | Livre II - Titre Ier - Chapitre 2       | Enseignement à titre onéreux et animation de stages de sensibilisation à la sécurité routière. |
| Conditions d'exercice de la profession | Arrêté du 26 juin 2012                  | Autorisation d'animer les stages de sensibilisation à la sécurité routière |
| Conditions d'exercice de la profession | Décret n° 2009-1678 du 29 décembre 2009 | Enseignement de la conduite et à l'animation de stages de sensibilisation à la sécurité routière |
| Conditions d'exercice de la profession | Arrêté du 8 décembre 2008               | modifiant l'arrêté du 8 janvier 2001 relatif à l'autorisation d'enseigner, à titre onéreux, la conduite des véhicules à moteur et la sécurité routière |
| Conditions d'exercice de la profession | Arrêté du 8 janvier 2001                | Autorisation d'enseigner, à titre onéreux, la conduite des véhicules à moteur et la sécurité routière |
| Conditions d'exercice de la profession | Arrêté du 10 octobre 1991               | Conditions d'exercice de la profession d'enseignant de la conduite automobile et de la sécurité routière |
| Certifications du diplôme              | Arrêté du 31 août 2011                  | Enregistrement au répertoire national des certifications professionnelles. Enregistrement pour cinq ans, au niveau IV, sous l'intitulé "Enseignant de la conduite automobile et de la sécurité routière (BEPECASER)" avec effet au 27 août 2011, jusqu'au 7 septembre 2016.     |
| Certifications du diplôme              | Arrêté du 7 août 2008                   | portant enregistrement au répertoire national des certifications professionnelles. Enregistrement pour trois ans, au niveau IV, sous l'intitulé Enseignant de la conduite automobile et de la sécurité routière (BEPECASER), avec effet au 27 août 2008, jusqu'au 27 août 2011. |
| Certifications du diplôme              | Décret n° 2004-171 du 19 février 2004   | modifiant le décret no 2002-616 du 26 avril 2002 relatif au répertoire national des certifications professionnelles. La validité du titre est prorogée jusqu’au 31 décembre 2006.                                                                                               |
| Certifications du diplôme              | Arrêté du 21 juin 2001                  | Homologation de titres et diplômes de l’enseignement technologique. Homologation du BEPECASER au niveau IV. |
| Certifications du diplôme              | Arrêté du 1er juin 2001                 | Exploitation des établissements assurant, à titre onéreux, la formation des candidats au BEPECASER. |
| Certifications du diplôme              | Arrêté du 26 mars 1998                  | Homologation de titres et diplômes de l’enseignement technologique. Homologation du BEPECASER au niveau V. |
| Certifications du diplôme              | Arrêté du 16 septembre 1991             | Homologation de titres et diplômes de l’enseignement technologique. Homologation sous l'intitulé 'Brevet pour l'exercice de la profession d'enseignant de la conduite automobile et de la sécurité routière (BEPECASER)', niveau V.                                             |
| Certifications du diplôme              | Arrêté du 2 septembre 1982              | Homologation de titres et diplômes de l’enseignement technologique. Homologation sous l'intitulé 'Certificat d'aptitude professionnelle à l'enseignement à la conduite (CAPEC)'.                                                                                                |